# Giovanni Battista Sommariva
Giovanni Battista Sommariva (Sant'Angelo Lodigiano, 12 agosto 1762 – Milano, 6 gennaio 1826) è stato un politico, avvocato, diplomatico e collezionista d'arte italiano durante il periodo napoleonico.

## Biografia

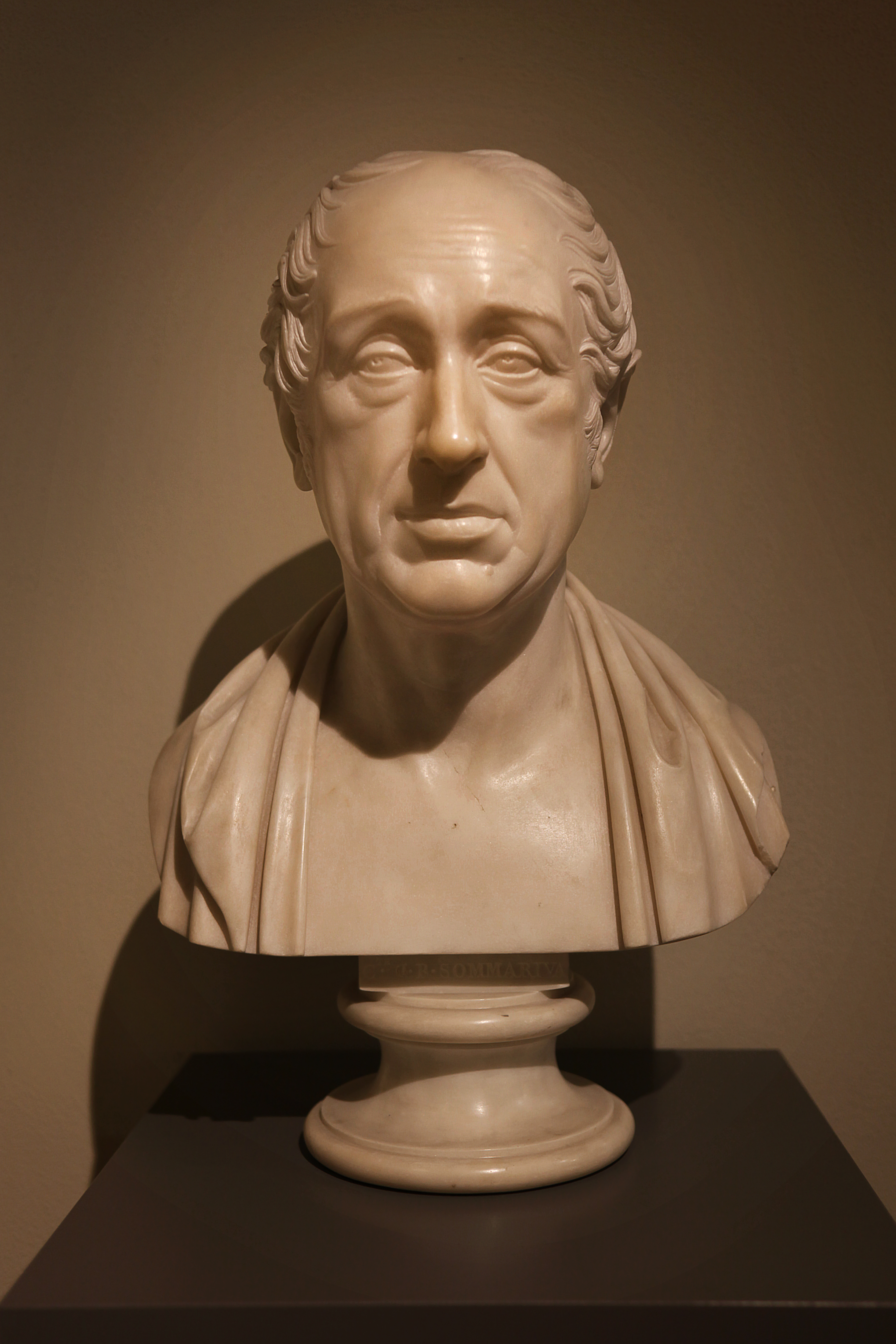
Ritratto di G.B. Sommariva, di Bertel Thorvaldsen, 1821

Giovanni Battista, o Gian Battista, Sommariva, divenne un potente uomo politico prima nella Repubblica Cisalpina, poi nella Seconda Repubblica, durante le quali ricoprì importanti cariche pubbliche. Nacque a Sant'Angelo da una famiglia di agricoltori, studiò diritto e divenne avvocato. Nelle Memorie del duca Francesco Melzi d'Eril (1753-1816), pubblicate a cura di Giovanni Melzi nel 1865, il Sommariva viene descritto in questi termini: «Uscito dall'officina d'un barbiere di Sant'Angelo presso Lodi, erasi dato sulle prime all'avvocatura; uomo quanto altri mai cupido ed astuto, il quale, dandosi a divedere seguace dei novatori e sviscerato della libertà e della eguaglianza, menava gran vanto del suo casato, con dirsi disceso dalla stirpe dei Sommariva, nobilissima prosapia di Pavia; e ciò non era. Accontatosi poi con ogni generazione di pubblicani e barattieri, erasi fuor di misura arricchito, tanto che giunto a Parigi confessava agli amici non sapere come spendere tanta pecunia , sebbene vivesse al fasto e ai piaceri di quella gran Babilonia. Bonaparte non volle riceverlo, ed ei se ne stette colà quasi oscuro, finché strettosi a madama de Thon, già stata amica di Gian Giacomo Rousseau, questa, col farlo suo sposo, lo rialzò. E Melzi diceva al Marescalchi, che il maggior suo dolore si era conoscere che Sommariva aveva lucrato in un solo affare oltre a 
seicentomila franchi, avendo potuto agevolmente sottrarre quanto gli era piaciuto senza che ne rimanesse indizio di sorta».

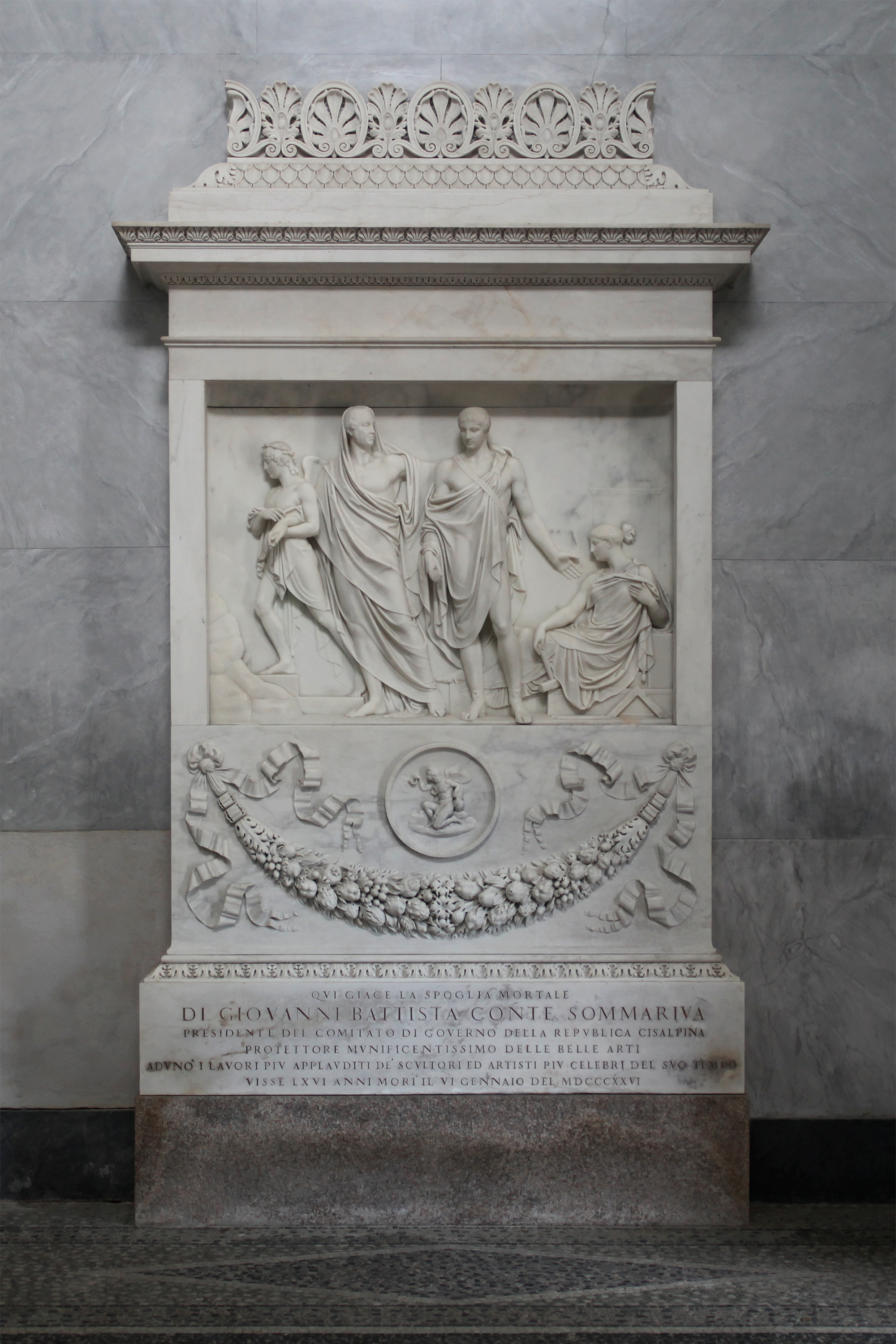
Il monumento funebre di Sommariva presso Villa Carlotta (opera di Pompeo Marchesi, 1829)

Nel 1796 giunse a Milano e divenne consigliere municipale. All'invasione francese in Lombardia, adottò le nuove idee e divenne segretario del Direttorio della Repubblica Cisalpina, di cui divenne Direttore nel 1799. All'invasione austriaca fuggì a Parigi e divenne amico di Napoleone. Ritornò poi a Milano con i francesi. Grazie alla sua ambizione, alle sue capacità e alla mancanza di scrupoli, seppe accumulare enormi ricchezze e potere, anche in virtù delle sue influenti amicizie politiche parigine. Lo stesso Napoleone Bonaparte, di cui godette l'amicizia e la fiducia, gli affidò numerose e delicate missioni diplomatiche.
Acquistò palazzo a Parigi e villa Clerici (oggi villa Carlotta) a Tremezzo sul lago di Como, quest'ultima per rivaleggiare con quella fatta costruire in stile neoclassico proprio dirimpetto a villa Clerici dal suo rivale in politica Melzi d'Eril a Bellagio. Aveva ottenuto il titoli di conte.
La sua carriera politica ebbe un arresto improvviso nel 1802, dopo la sua candidatura al posto di vicepresidente della Repubblica Italiana, in quanto Napoleone gli preferì Francesco Melzi d'Eril, ma non così le sue fortune economiche, che profondeva senza risparmio per sostenere un tenore di vita talmente lussuoso che a Parigi oscurava persino quello del Primo Console.
Si dedicò quindi a collezionare e commissionare opere d'arte e ad abbellire la villa di Tremezzo, trasformandola in uno scrigno di opere d'arte, punto di richiamo e di incontro per la élite internazionale del suo tempo, e divenendo uno dei maggiori collezionisti d'arte dell'epoca. Possedeva anche dipinti di contemporanei, tra cui paesaggi marini con atmosfere offuscate e Una Nevicata di Francesco Fidanza. Famosa era la sua collezione di gemme incise e di smalti. Si fece ritrarre dai maggiori artisti contemporanei.
Conobbe Stendhal nel 1801 a Milano, che lo citò nel De l'Amour a proposito della statua della Maddalena penitente, posseduta dal mecenate nel suo palazzo di Parigi.
Morì a Milano il 6 gennaio 1826 e fu sepolto nel monumento funebre scolpito da Pompeo Marchesi nella cappella di villa Clerici dove tuttora riposa insieme ad altri membri della famiglia.

## Famiglia
Si era sposato a Lodi con Giuseppina Verga da cui aveva avuto due figli: Emilio morto nel 1811 combattendo in Spagna e Luigi, naturalizzato francese, morto nel 1828 lasciando vedova la moglie contessa Emilia Seilliére (1801-1888), discendente di una nobile famiglia francese. Gli eredi dispersero in breve tempo l'ingente patrimonio accumulato dal Sommariva così come le sue collezioni d'arte che furono messe all'asta a Parigi nel 1839.

## Ritratti di G.B. Sommariva
- in ordine di anno di esecuzione
- ...... dipinto opera di Andrea Appiani conservato al Museo dell'Accademia Carrara di Bergamo[3]
- 1804 busto marmoreo opera di Luigi Acquisti conservato a Villa Carlotta di Tremezzo[4]
- 1813 dipinto opera di Pierre Paul Prud'hon conservato alla Pinacoteca di Brera a Milano[5]
- 1817 busto marmoreo opera di Bertel Thorvaldsen conservato al Museo Thorvaldsen di Copenaghen
- 1818 busto cammeo[6] opera di Giuseppe Girometti[7]  copiato dal busto eseguito da Bertel Thorvaldsen nel 1817-18 custodito a Copenaghen
- 1820 busto cammeo onice bicolore opera di Antonio Berini[8] presso le Civiche Raccolte d'Arte Applicata del Castello Sforzesco di Milano
- 1820 dipinto La lettura dell'Eneide opera di Jean-Baptiste Wicar conservato a Villa Carlotta a Tremezzo
- 1821 busto marmoreo opera di Bertel Thorvaldsen conservato alla Galleria d'Arte Moderna di Milano.